# جيمس ماسترز
جيمس ماسترز (بالإنجليزية: James Masters)‏ هو لاعب كرة القدم الغالية أيرلندي، ولد في 13 يوليو 1982 في كورك في جمهورية أيرلندا.